# 牛島 (済州市)
座標: 北緯33度30分23.3秒 東経126度57分12.1秒 / 北緯33.506472度 東経126.953361度

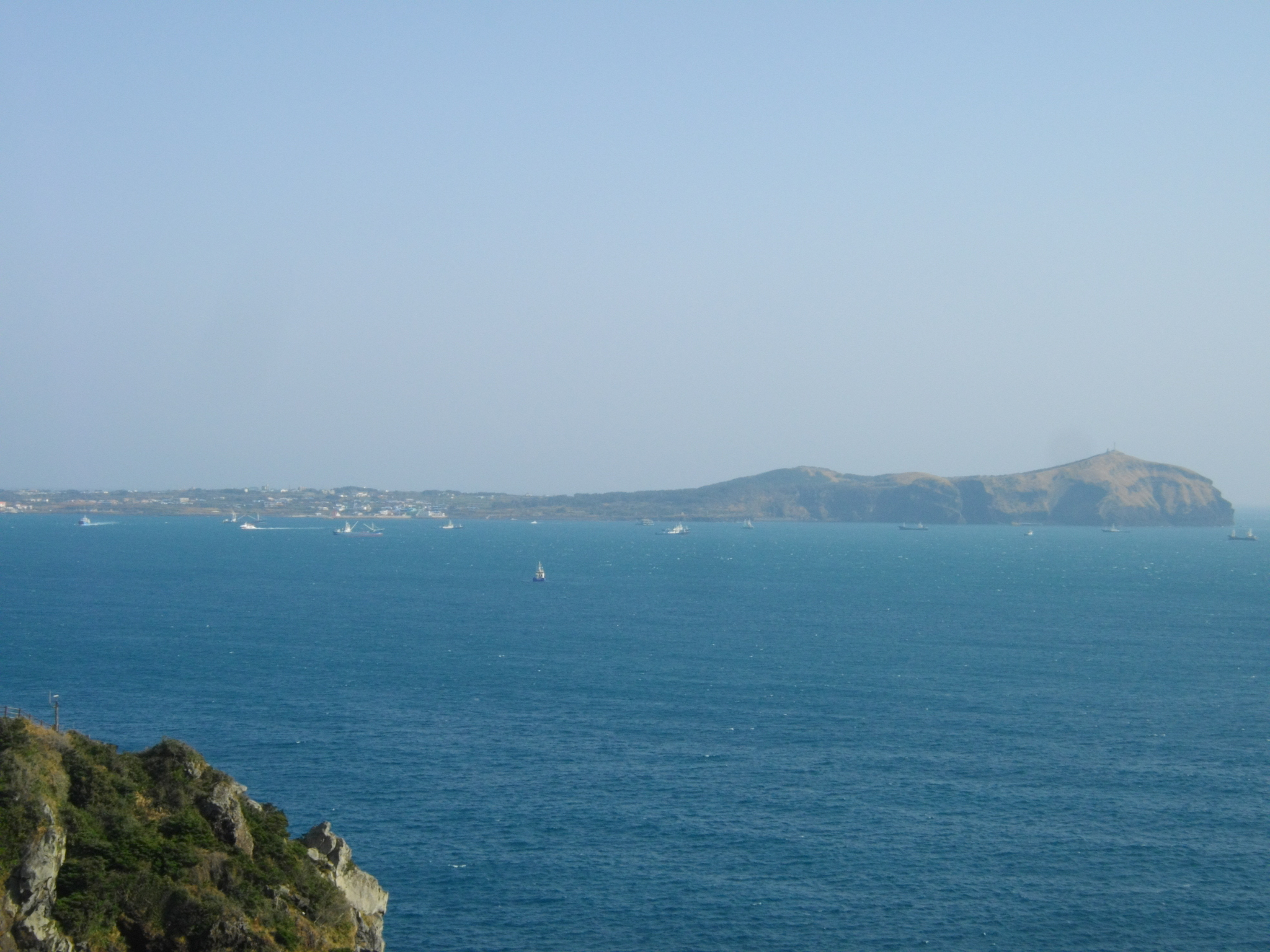
牛島全景

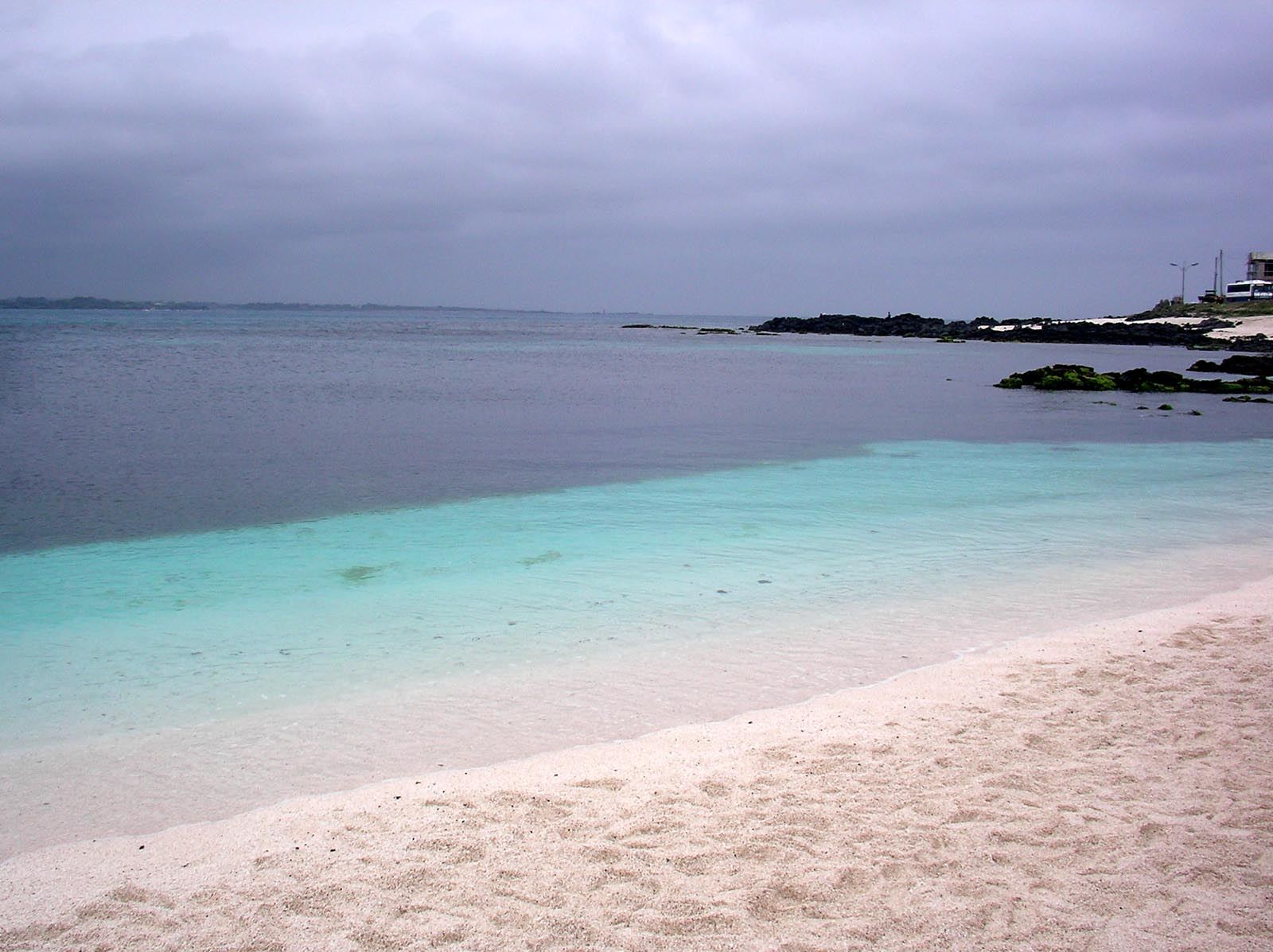
済州牛島紅藻団塊海浜

牛島（ウド, 우도）は、済州島の東端にある島。済州特別自治道が管轄する有人島には牛島、加波島、馬羅島、飛揚島、楸子島の5つがあり、その中で最大の島である。名前は、島の形が牛が横たわっているように見えることから。元々は無人島であったが、1698年から居住が始まった。牛島八景や海水浴場により有名で、多くの観光客が訪問する。以前は北済州郡（現済州市）旧左邑（延平出張所）に属していたが、1986年4月1日に北済州郡牛島面に分離された。主にニンニク、ピーナッツ、サザエ、トコブシ、板ワカメを生産しており、家畜の飼育も盛んに行われている。西浜白沙海水浴場と指頭青沙で有名。

## 牛島八景
- 昼間明月
- 夜航漁帆
- 天津観山
- 地頭青沙
- 前浦望島
- 後海石壁
- 東岸鯨窟
- 西浜白沙

## メディア
- 愛しの親友～動物劇場（朝鮮語版） （KBS 2TV）